# Les Figures de l'ombre
Pour plus de détails, voir Fiche technique et Distribution.
Les Figures de l'ombre (Hidden Figures) est un drame biographique américain coécrit, coproduit et réalisé par Theodore Melfi, sorti en 2016.
Il s'agit de l'adaptation du livre du même nom de Margot Lee Shetterly mettant en scène les calculatrices afro-américaines Katherine Johnson, Dorothy Vaughan et Mary Jackson qui ont contribué aux programmes aéronautiques et spatiaux de la National Aeronautics and Space Administration (NASA). Le film montre comment Katherine Johnson en arrive à calculer les trajectoires du programme Mercury et de la mission Apollo 11 vers la Lune en 1969, comment Dorothy Vaughan devient responsable du département de calculs informatiques et Mary Jackson la première Afro-Américaine ingénieure en aéronautique.

## Synopsis
Dans les années 1920, les parents de Katherine Johnson apprennent que leur fille est surdouée. Elle obtient une bourse pour poursuivre ses études. La ségrégation est en vigueur dans la société américaine. Les personnes afro-américaines ont uniquement accès aux écoles réservées aux personnes de couleur. En 1962, devenue mathématicienne, Katherine Johnson travaille au sein d'un groupe de calculatrices humaines, sur le campus ouest du Centre de recherche Langley à Hampton, en Virginie, aux États-Unis, avec deux amies et collègues : l'aspirante ingénieure Mary Jackson et la superviseuse d'équipe Dorothy Vaughan. À la suite du lancement réussi de Spoutnik 1, Al Harrison, directeur du Space Task Group, exige encore plus d'efforts de la part du personnel sous sa supervision, de crainte que les Soviétiques ne mettent en orbite une bombe H pouvant exploser au-dessus du sol américain. Katherine Johnson est envoyée dans son groupe pour vérifier les calculs, devenant la première Afro-Américaine à participer à ce groupe de recherche. Au début, elle est ignorée de ses collègues blancs et doit travailler à partir de données partiellement masquées (Katherine Johnson n'ayant pas le niveau d'habilitation nécessaire) sous les ordres de Paul Stafford, un homme croyant en sa propre supériorité intellectuelle et refusant de reconnaître le travail de Katherine Johnson.
De son côté, Dorothy Vaughan demande à Vivian Mitchell, sa supérieure blanche, que son travail de superviseuse soit officiellement reconnu, une demande perpétuellement rejetée. Pour sa part, à la suite d'un échec en soufflerie, Mary Jackson propose à l'ingénieur Kazimierz Czarnecki (en) des mesures correctrices. Après quelques semaines de collaboration, ce dernier lui conseille d'étudier pour devenir ingénieure. Elle rejette sa proposition au motif qu'elle est noire dans un État pratiquant la ségrégation, mais il réplique qu'il est juif polonais, qu'il a échappé aux camps d'extermination nazis et que, pourtant, il travaille à l'élaboration d'une fusée qui ira dans l'espace.
Lors d'une fête familiale, Katherine Johnson rencontre le militaire américain Jim Johnson. Les deux sont attirés l'un par l'autre, mais Katherine réagit négativement lorsque Jim doute qu'une femme puisse être une mathématicienne de talent. Plus tard, au centre de calculs, Harrison demande pourquoi Katherine Johnson quitte les locaux pendant quarante minutes deux fois par jour. Lorsqu'elle revient, il exprime sa colère et elle réplique que le seul bâtiment ayant des toilettes pour personnes de couleur se trouve à 800 mètres de là, qu'elle doit se servir à une cafetière pour gens de couleur et laisse éclater brièvement sa colère du fait que son statut de femme noire subordonnée à une équipe d'hommes blancs lui est constamment renvoyé. La même journée, Harrison abolit les toilettes pour personnes de couleur. Quelques jours plus tard, il invite ses subordonnés à résoudre un problème mathématique pour lequel il n'existe aucune équation. À l'étonnement de Stafford, Katherine Johnson propose une méthode purement numérique basée sur la méthode d'Euler, élaborée deux siècles plus tôt mais délaissée depuis.
Le centre reçoit la visite des futurs astronautes, dont John Glenn qui salue en personne les calculatrices humaines. Le temps passant, les collègues de Katherine Johnson commencent à montrer plus d'ouverture. Malgré l'opposition de Stafford pour des raisons de règlement, Harrison accepte qu'elle participe aux réunions de planification des lancements de fusées. Lors de la première réunion, elle démontre sa compétence en calculant devant les ingénieurs réunis la position de rentrée d'une capsule spatiale. Cependant, malgré tous ses succès, Stafford refuse de reconnaître la compétence de Katherine Johnson (tous les rapports sont seulement signés de son nom à lui).
De son côté, Mary Jackson obtient d'un juge le droit de suivre des cours du soir d'ingénieur dans une école réservée aux Blancs. Vivian Mitchell informe Dorothy Vaughan que les calculatrices humaines seront remplacées par un ordinateur IBM 7090. Cette dernière s'intéresse alors de près au langage de programmation Fortran, qu'elle enseigne aux femmes sous sa supervision. Étant parvenue à faire fonctionner l'ordinateur, ce que les techniciens d'IBM ne parvenaient pas à faire, elle obtient le droit de programmer. Son travail étant jugé essentiel, elle fait en sorte que ses subordonnées soient transférées à la division des calculs informatiques, sous ses ordres. Plus tard, Vivian Mitchell félicite Dorothy Vaughan de ses succès et déclare qu'elle n'a jamais été ségrégationniste. Dorothy Vaughan exprime habilement son doute. Entre-temps, Jim Johnson s'excuse auprès de Katherine ; les deux se marieront plus tard.
Lors des derniers préparatifs du lancement de Friendship 7 qui amènera John Glenn en orbite, Katherine Johnson apprend que ses services ne sont plus requis et qu'elle est réassignée à l'unité des calculatrices humaines. En guise de cadeau de départ, ses collègues lui ont acheté un collier de perles. Quelques minutes avant le lancement, Stafford observe des divergences dans les calculs informatiques. John Glenn exige que Katherine Johnson revoie immédiatement les calculs et qu'il partira seulement si elle les valide. Katherine Johnson calcule à nouveau et en urgence les paramètres, qu'elle remet à Harrison, qui l'invitera à entrer dans la salle de contrôle de la mission.
Après un lancement réussi, la capsule spatiale éprouve des problèmes avec son bouclier thermique. Les hommes au sol décident qu'elle doit rentrer dans l'atmosphère après seulement trois orbites complètes au lieu des sept programmées. Katherine Johnson  travaille de son côté sur les nouveaux paramètres de rentrée orbitale, qui s'avéreront corrects puisque la capsule de John Glenn tombera dans l'océan Atlantique à quelques kilomètres d'un navire de guerre américain, dans la zone de récupération prévue. John Glenn est fêté comme un héros national.
Mary Jackson a entre-temps obtenu sa licence d'ingénieur. L'épilogue révèle que Katherine Johnson calcule les trajectoires des missions du programme Mercury et d'Apollo 11. En 2015, elle reçoit la médaille présidentielle de la Liberté des mains du président Barack Obama, alors que, l'année suivante, la division responsable des calculs du Centre de recherche Langley sera nommée « Katherine G. Johnson Computational Research Facility ».

## Fiche technique
- Titre français et québécois : Les Figures de l'ombre
- Titre original : Hidden Figures
- Réalisation : Theodore Melfi
- Scénario : Allison Schroeder et Theodore Melfi, d'après le livre Hidden Figures de Margot Lee Shetterly
- Direction artistique : Wynn Thomas
- Décors : Jeremy Woolsey
- Costumes : Renee Ehrlich Kalfus
- Photographie : Mandy Walker
- Montage : Peter Teschner
- Musique : Hans Zimmer, Benjamin Wallfisch et Pharrell Williams
- Production : Donna Gigliotti, Peter Chernin, Jenno Topping, Pharrell Williams et Theodore Melfi
- Sociétés de production : Fox 2000 Pictures ; Chernin Entertainment, Levantine Films et TSG Entertainment (coproductions)
- Société de distribution : 20th Century Fox (États-Unis), Twentieth Century Fox France (France)
- Pays d'origine :  États-Unis
- Langue originale : anglais
- Format : couleur
- Budget : 25 millions de dollars[2]
- Genre : drame, biographie
- Durée : 127 minutes
- Dates de sortie :
  - États-Unis : 25 décembre 2016 (sortie limitée) ; 13 janvier 2017 (nationale)
  - France : 8 mars 2017

## Distribution
- Taraji P. Henson (VF : Annie Milon ; VQ : Camille Cyr-Desmarais) : Katherine Johnson, la mathématicienne de génie
- Octavia Spencer (VF : Astrid Bayiha ; VQ : Manon Arsenault) : Dorothy Vaughan
- Janelle Monáe (VF : Mbembo ; VQ : Marie-Evelyne Lessard) : Mary Jackson
- Kevin Costner (VF : Bernard Lanneau ; VQ : Marc Bellier) : Al Harrison, le chef du programme spatial
- Kirsten Dunst (VF : Marie-Eugénie Maréchal ; VQ : Aline Pinsonneault) : Vivian Mitchell
- Jim Parsons (VF : Fabrice Fara ; VQ : Guillaume Champoux) : Paul Stafford
- Glen Powell (VF : François Santucci ; VQ : Alexis Lefebvre) : John Glenn
- Cullen Moss (VQ : Jean-François Beaupré) : Commandant du Centre de Commandement
- Mahershala Ali (VF : Namakan Koné ; VQ : Marc-André Bélanger) : Jim Johnson
- Karan Kendrick (VQ : Claudine Chatel) : Joylette Coleman, la mère de Katherine
- Kurt Krause (VF : Jérémy Bardeau ; VQ : Louis-Philippe Berthiaume) : Sam Turner
- Aldis Hodge (VF : Jean-Baptiste Anoumon ; VQ : Martin Desgagné) : Levi Jackson
- Ken Strunk (VF : José Luccioni ; VQ : Louis-Georges Girard) : Jim Webb
- Tequilla Whitfield (VF : Youna Noiret) : Eleanor
- Arnell Powell (VF : Jean-Lous Tilburg ; VQ : Fayolle Jean Jr.) : Professeur Graves
- Kimberly Quinn (VF : Véronique Soufflet ; VQ : Éveline Gélinas) : Ruth
- Scott Michael Morgan (VQ : Jean-Jacques Lamothe) : Bill Calhoun
- Rhoda Griffis : la documentaliste
- Paige Nicollette : Eunice Smith
- Gary Weeks (en) (VQ : Pierre-Étienne Rouillard) : le journaliste de conférence de presse
- Olek Krupa (VQ : Guy Nadon) : Karl Zielinski
- Paul Ryden (VF : Gabriel Le Doze ; VQ : Daniel Picard) : le journaliste TV à Cap Canaveral
- Maria Howell : Mme Summer

 Source et légende : version française (VF) sur RS Doublage ; version québécoise (VQ) sur Doublage.qc.ca

Les principaux acteurs
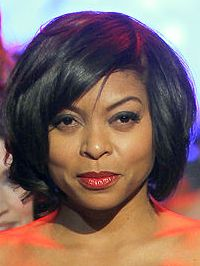
Taraji P. Henson Katherine Johnson
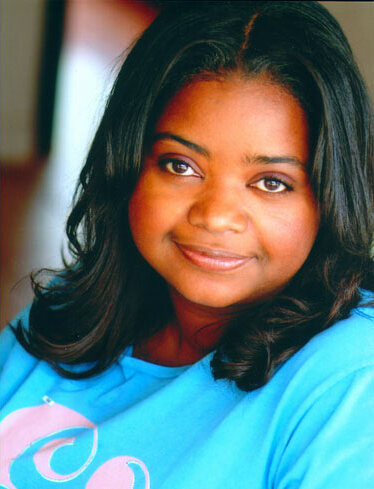
Octavia Spencer Dorothy Vaughan
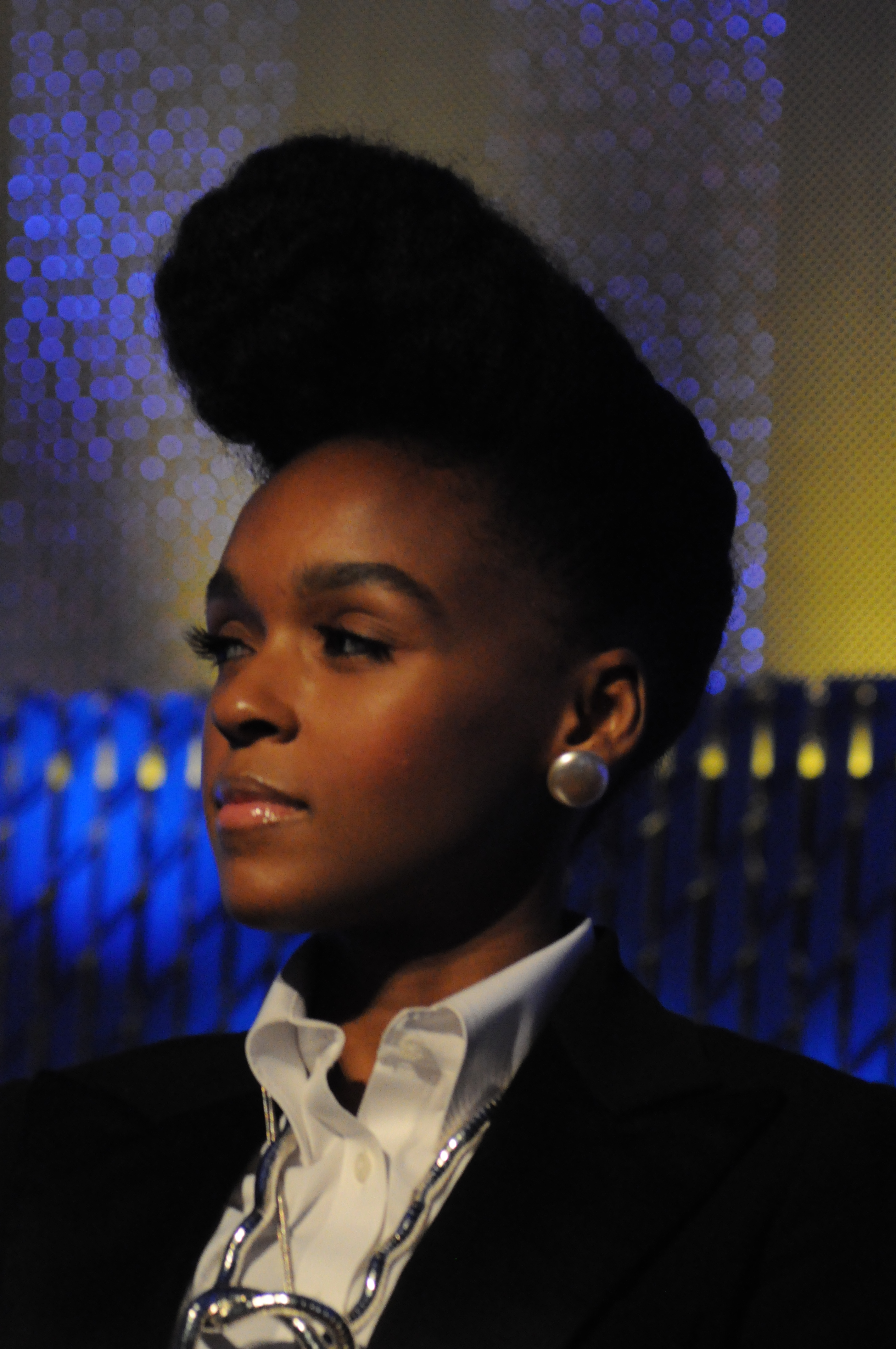
Janelle Monáe Mary Jackson
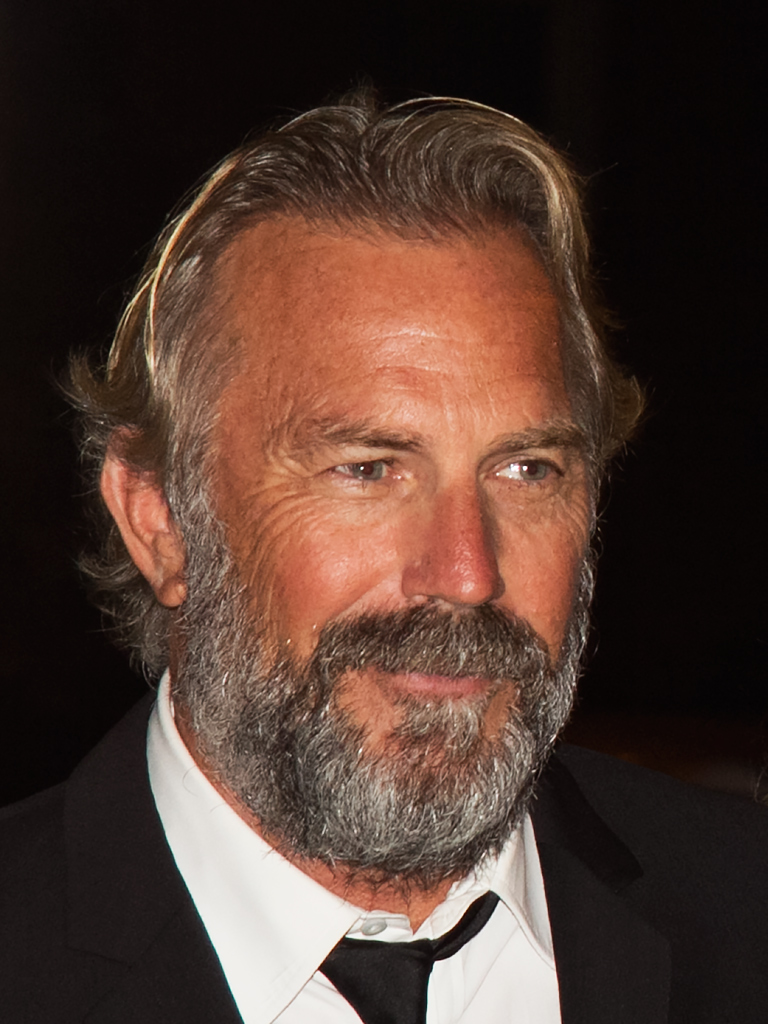
Kevin Costner Al Harrison
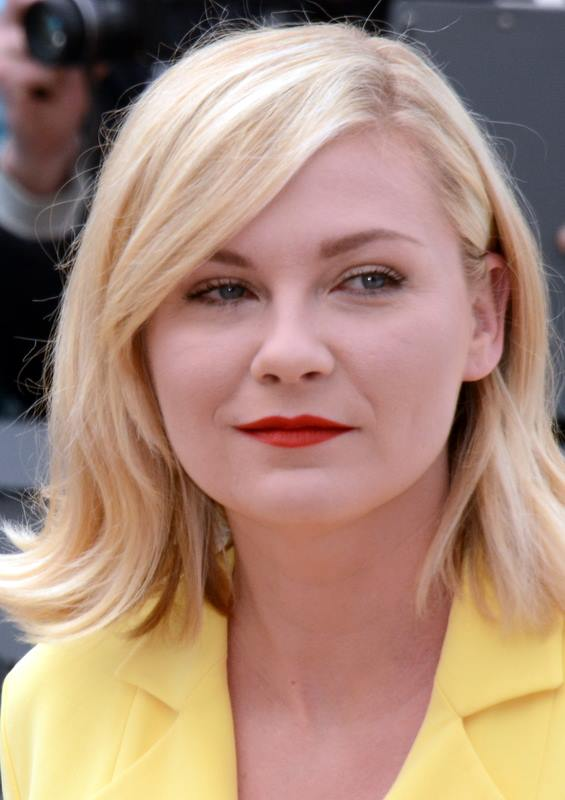
Kirsten Dunst Vivian Mitchell
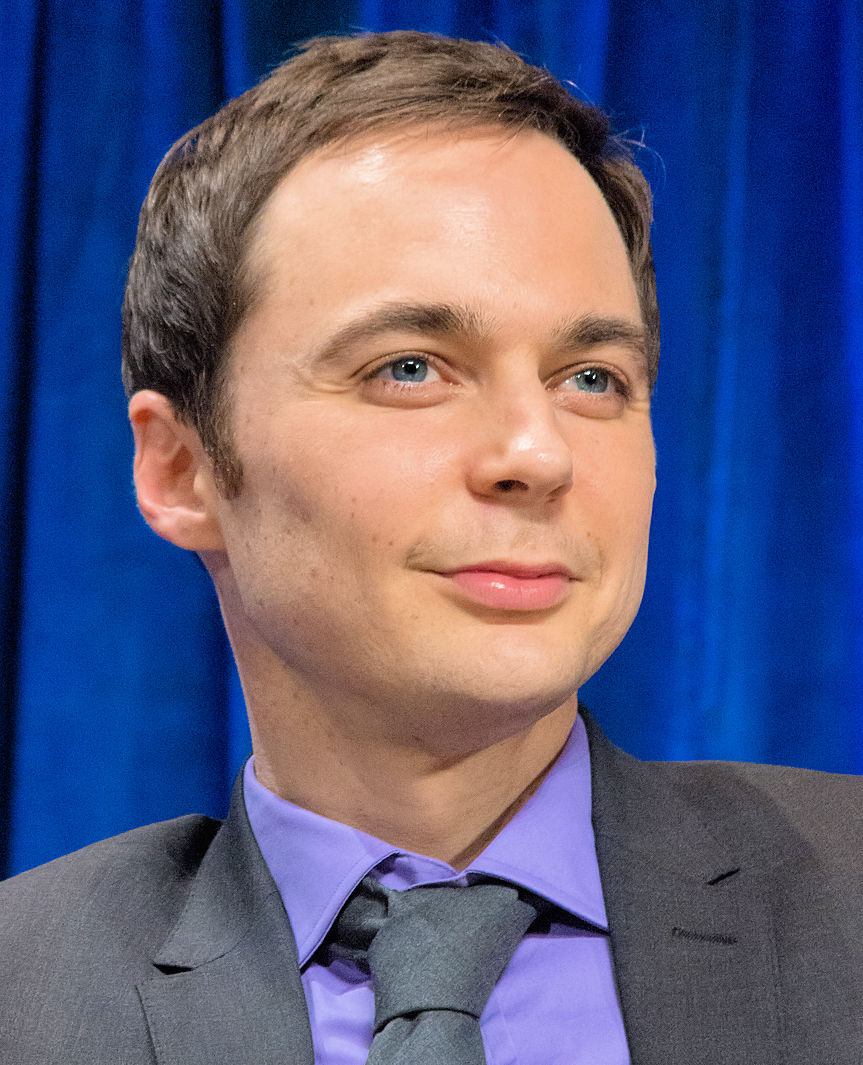
Jim Parsons Paul Stafford
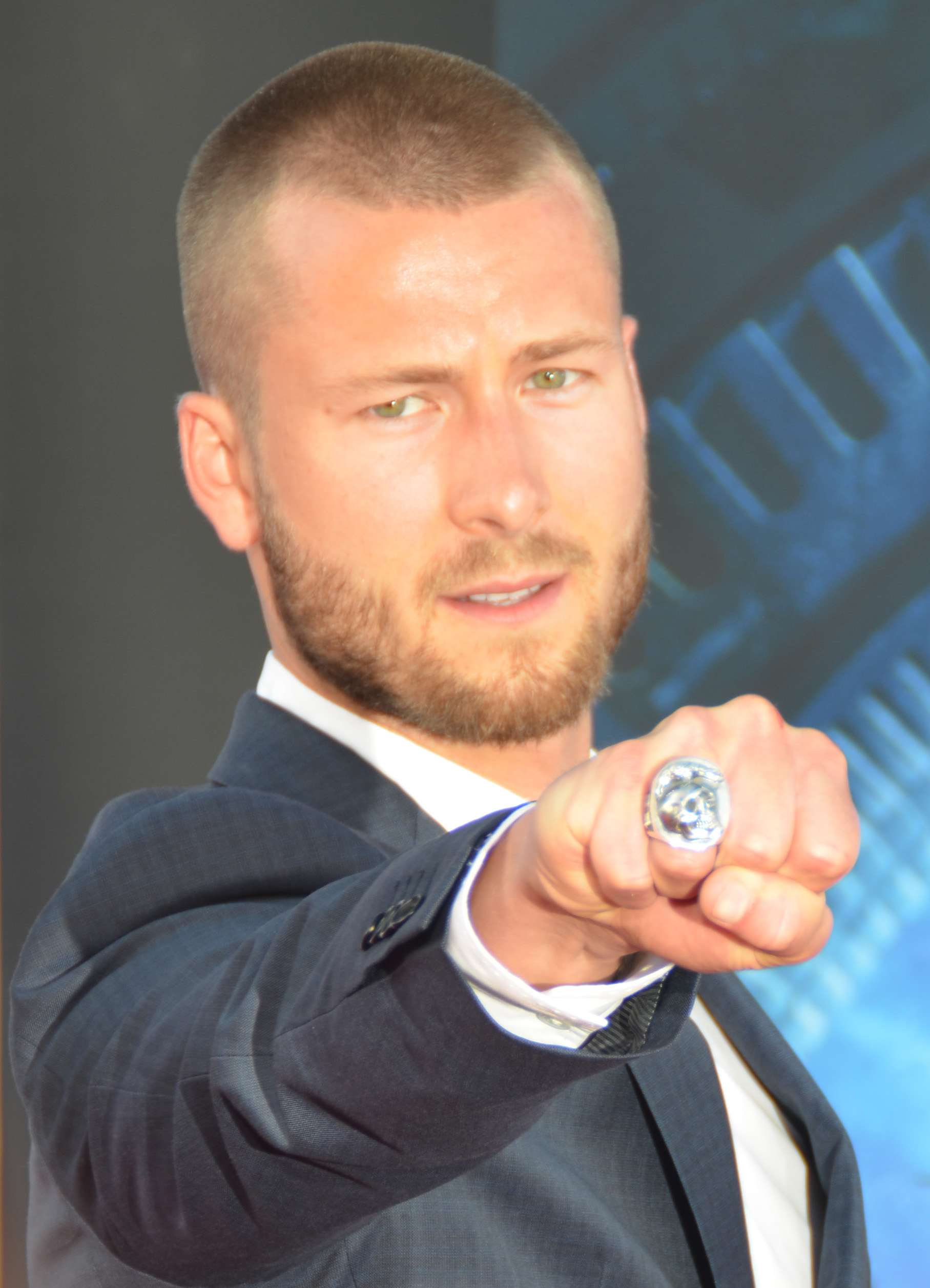
Glen Powell John Glenn
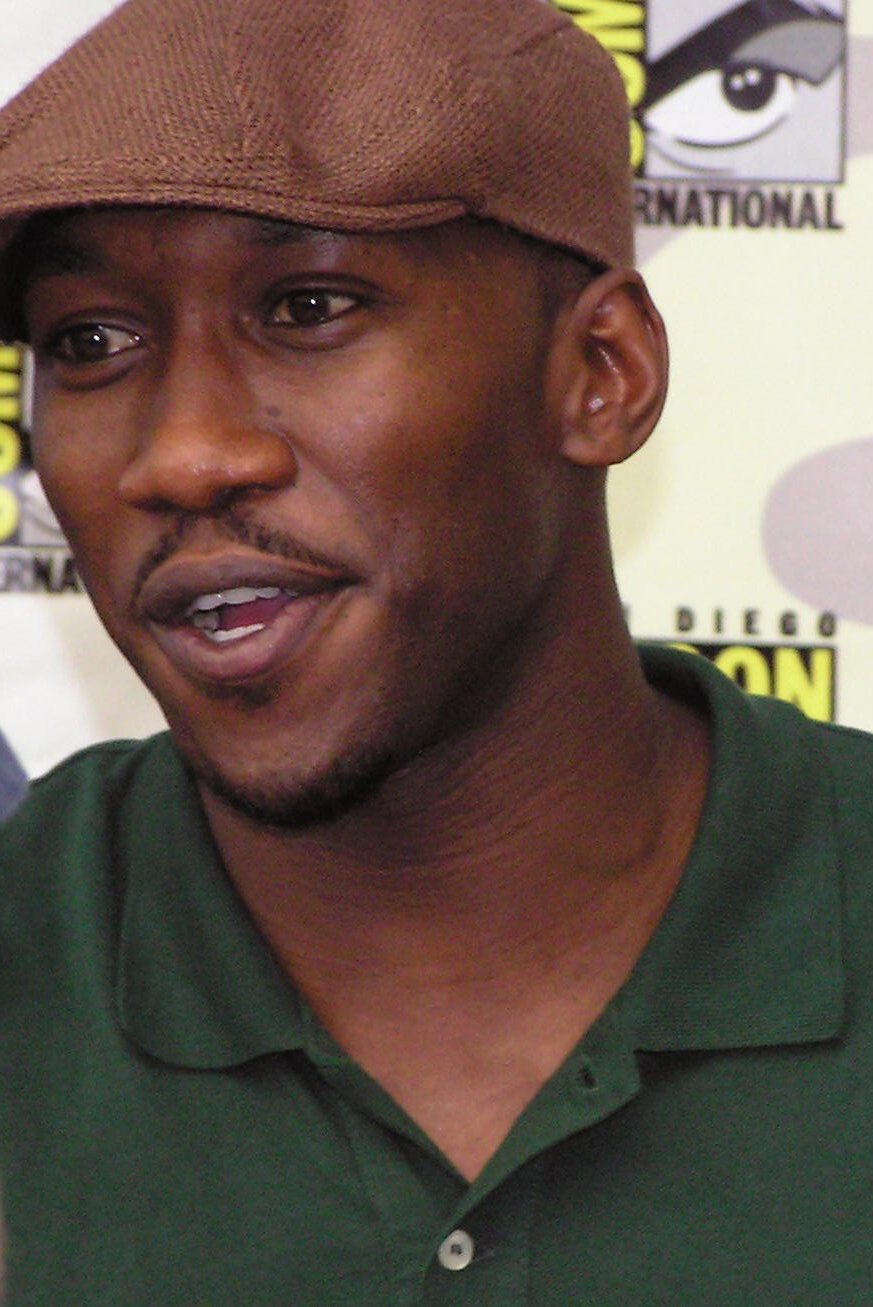
Mahershala Ali Jim Johnson

## Production

### Développement
En juillet 2015, on annonce que la productrice Donna Gigliotti a obtenu les droits d'adaptation du livre intitulé Les Figures de l'ombre de Margot Lee Shetterly racontant les faits divers dans les années 1960 sur Katherine Johnson en compagnie de ses collègues Dorothy Vaughan et Mary Jackson, trois mathématiciennes afro-américaines. Ces personnes ont contribué aux programmes aéronautiques et spatiaux de la National Aeronautics and Space Administration (NASA) en fournissant des calculs mathématiques pour le lancement de John Glenn et ses collègues astronautes dans l'espace. Allison Schroeder écrit le scénario, déjà rédigé par Donna Gigliotti pour Levantine Films qui produira également avec Peter Chernin de Chernin Entertainment. Fox 2000 Pictures procure les droits du film, en même temps que Theodore Melfi signe le contrat en tant que réalisateur.

### Attribution des rôles
Dès l'annonce du développement du film, plusieurs actrices répondirent à l'appel pour jouer les rôles des trois femmes afro-américaines, dont Oprah Winfrey, Viola Davis, Octavia Spencer et Taraji P. Henson.

### Tournage
Theodore Melfi et l'équipe du film commencent le tournage en mars 2016 à Marietta, près d'Atlanta en Géorgie, où se trouve un pôle aéronautique avec l'usine Lockheed Martin.

### Musique
L'auteur-compositeur-interprète Pharrell Williams rejoint l'équipe en avril 2016 en tant que producteur, et en tant que parolier avec sa participation à la bande originale du film.

#### The Album
Hidden Figures: The Album regroupe des chansons écrites spécialement pour le film par Pharrell Williams, notamment Runnin' et Surrender. Il est ici entouré de plusieurs chanteuses R'n'B-soul.
| 1.  | Runnin'                 | Pharrell Williams                  | 3:35 |
| 2.  | Crave                   | Pharrell Williams                  | 2:53 |
| 3.  | Surrender               | Lalah Hathaway & Pharrell Williams | 3:35 |
| 4.  | Mirage                  | Mary J. Blige                      | 3:15 |
| 5.  | Able                    | Pharrell Williams                  | 3:01 |
| 6.  | Apple                   | Alicia Keys & Pharrell Williams    | 3:47 |
| 7.  | Isn't This is the World | Janelle Monáe                      | 4:12 |
| 8.  | Crystal Clear           | Pharrell Williams                  | 2:48 |
| 9.  | Jalapeño                | Janelle Monae & Pharrell Williams  | 2:50 |
| 10. | I See a Victory         | Kim Burrell & Pharrell Williams    | 3:07 |

#### Original Score
Un autre album, avec la musique originale de Hans Zimmer, Pharrell Williams et Benjamin Wallfisch, est également sorti en janvier 2017.
Liste des titres
1. Katherine - 2:35
2. Mission Control - 1:15
3. I'd Already Be One - 1:08
4. Space Task Group - 2:56
5. Slice of Pie - 1:04
6. Redacted - 1:24
7. With All the Angels - 1:34
8. Redstone - 1:36
9. Call Your Wives - 3:20
10. Launch - 2:19
11. That's Just the Way Things Are - 2:23
12. Sign - 1:11
13. Kitchen Kiss - 0:55
14. Mary and the Judge - 1:29
15. I Like Her Numbers - 2:03
16. Ladies' March - 1:23
17. Mary and Levi - 2:11
18. Euler's Method - 1:23
19. Proposal - 1:39
20. Katherine Calculates - 1:32
21. Pearls - 2:39
22. Lift Off - 3:11
23. Warning Light - 0:58
24. Rocket Peril - 3:09
25. Hidden Figures - 3:49
26. Epilogue - 0:36

## Accueil

### Sortie
Le film est programmé pour une sortie limitée le 25 décembre 2016 afin d'être dans la sélection de la 89e cérémonie des Oscars, qui a lieu le 26 février 2017. Puis il est distribué à partir du 13 janvier 2017 par Fox 2000 Pictures,.
Quant à la France, sa sortie est prévue par Twentieth Century Fox France pour le 1er février 2017. Finalement il sort sur les écrans le 8 mars 2017.

### Accueil critique
Sur l'agrégateur américain Rotten Tomatoes, le film récolte 93 % d'opinions favorables pour 313 critiques. Sur Metacritic, il obtient une note moyenne de 74⁄100 pour 47 critiques.
En France, le site Allociné propose une note moyenne de 3,3⁄5 à partir de l'interprétation de critiques provenant de 21 titres de presse.

### Box-office
| Pays ou région    | Box-office      | Date d'arrêt du box-office | Nombre de semaines |
| ----------------- | --------------- | -------------------------- | ------------------ |
| États-Unis Canada | 169 607 287 $   | 9 novembre 2017            | 42                 |
| France            | 883 606 entrées | 13 juin 2017               | 6                  |
| Mondial           | 235 950 607 $   | -                          | -                  |

## Distinctions
| Année | Prix                                               | Catégorie                                | Nomination                                                                                | Résultat   |
| ----- | -------------------------------------------------- | ---------------------------------------- | ----------------------------------------------------------------------------------------- | ---------- |
| 2016  | 88e cérémonie des National Board of Review Awards  | Meilleure distribution                   | Les Figures de l'ombre                                                                    | Lauréat    |
| 2017  | 13e cérémonie des Women Film Critics Circle Awards | Meilleure actrice                        | Taraji P. Henson                                                                          | Nomination |
| 2017  | 13e cérémonie des Women Film Critics Circle Awards | Meilleure image de la femme dans un film | Les Figures de l'ombre                                                                    | Lauréat    |
| 2017  | 13e cérémonie des Women Film Critics Circle Awards | Meilleure distribution féminine          | Les Figures de l'ombre                                                                    | Lauréat    |
| 2017  | 13e cérémonie des Women Film Critics Circle Awards | Meilleur film à propos des femmes        | Les Figures de l'ombre                                                                    | Lauréat    |
| 2017  | 13e cérémonie des Women Film Critics Circle Awards | Meilleur film familial                   | Les Figures de l'ombre                                                                    | Nomination |
| 2017  | 13e cérémonie des Women Film Critics Circle Awards | Meilleure égalité des sexes              | Les Figures de l'ombre                                                                    | Nomination |
| 2017  | 13e cérémonie des Women Film Critics Circle Awards | Invisible Woman Award                    | Les Figures de l'ombre                                                                    | Lauréat    |
| 2017  | 13e cérémonie des Women Film Critics Circle Awards | Josephine Baker Award                    | Les Figures de l'ombre                                                                    | Lauréat    |
| 2017  | 13e cérémonie des Women Film Critics Circle Awards | Karen Morley Award                       | Les Figures de l'ombre                                                                    | Lauréat    |
| 2017  | 23e cérémonie des Screen Actors Guild Awards       | Meilleure distribution                   | Les Figures de l'ombre                                                                    | Lauréat    |
| 2017  | 23e cérémonie des Screen Actors Guild Awards       | Meilleure actrice dans un second rôle    | Octavia Spencer                                                                           | Nomination |
| 2017  | 43e cérémonie des Saturn Awards                    | Meilleur film d'action ou d'aventures    | Les Figures de l'ombre                                                                    | Lauréat    |
| 2017  | 43e cérémonie des Saturn Awards                    | Meilleure actrice                        | Taraji P. Henson                                                                          | Nomination |
| 2017  | 21e cérémonie des Satellite Awards                 | Meilleur film                            | Les Figures de l'ombre                                                                    | Nomination |
| 2017  | 21e cérémonie des Satellite Awards                 | Meilleure actrice                        | Taraji P. Henson                                                                          | Nomination |
| 2017  | 21e cérémonie des Satellite Awards                 | Meilleure actrice dans un second rôle    | Octavia Spencer                                                                           | Nomination |
| 2017  | 21e cérémonie des Satellite Awards                 | Meilleure distribution                   | Casting                                                                                   | Lauréat    |
| 2017  | 21e cérémonie des Satellite Awards                 | Meilleur scénario adapté                 | Theodore Melfi et Allison Schroeder                                                       | Nomination |
| 2017  | 21e cérémonie des Satellite Awards                 | Meilleure chanson originale              | Runnin' de Pharrell Williams                                                              | Nomination |
| 2017  | 21e cérémonie des Satellite Awards                 | Meilleure musique de film                | Hans Zimmer, Pharrell Williams et Benjamin Wallfisch                                      | Nomination |
| 2017  | 89e cérémonie des Oscars                           | Meilleur film                            | Les Figures de l'ombre                                                                    | Nomination |
| 2017  | 89e cérémonie des Oscars                           | Meilleure actrice dans un second rôle    | Octavia Spencer                                                                           | Nomination |
| 2017  | 89e cérémonie des Oscars                           | Meilleur scénario adapté                 | Allison Schroeder et Theodore Melfi, d'après le roman du même nom de Margot Lee Shetterly | Nomination |
| 2017  | 26e cérémonie des MTV Movie & TV Awards            | Meilleur acteur/actrice                  | Taraji P. Henson                                                                          | Nomination |
| 2017  | 26e cérémonie des MTV Movie & TV Awards            | Meilleur héros                           | Taraji P. Henson                                                                          | Lauréat    |
| 2017  | 26e cérémonie des MTV Movie & TV Awards            | Meilleur combat                          | Les Figures de l'ombre                                                                    | Lauréat    |
| 2017  | 17e cérémonie des BET Awards                       | Meilleur film                            | Les Figures de l'ombre                                                                    | Lauréat    |

## Autour du film

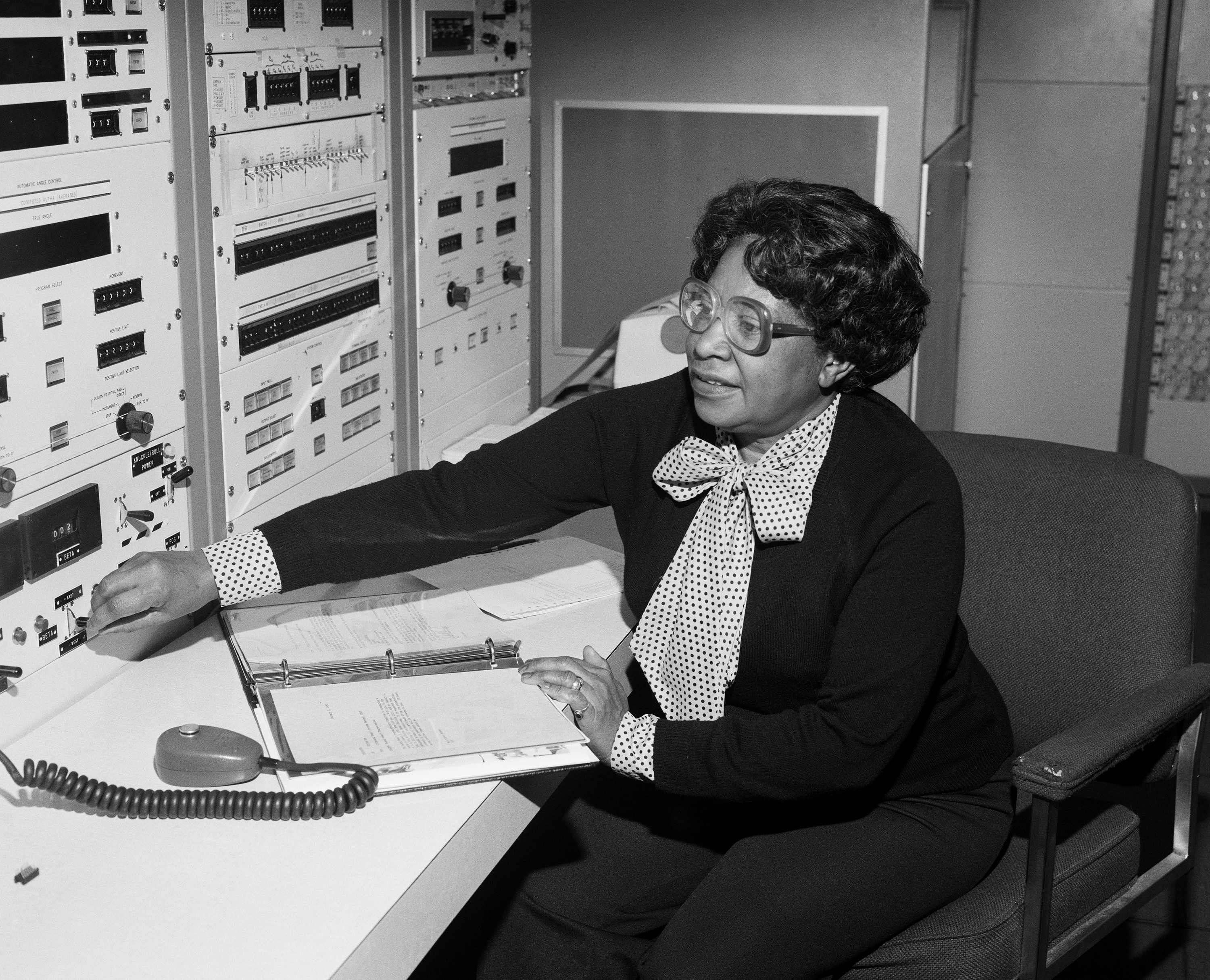
Mary Jackson au travail en 1980.

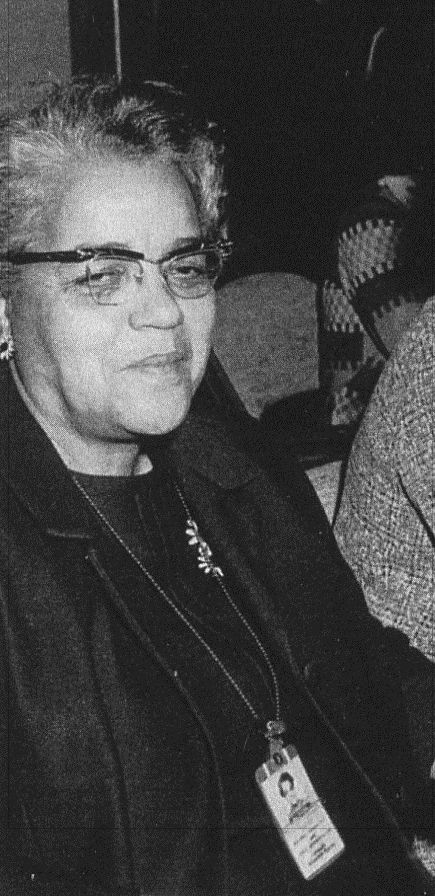
Dorothy Vaughan.

Les travaux des trois héroïnes du livre, et du film, pour le compte de la NASA sont incontestables.
Le livre et le film font une place déterminante aux calculs mathématiques, alors que ceux-ci prennent place dans un ensemble de travaux souvent complexes, tels que la conception et la construction d'un vaisseau spatial, par exemple. L'Opération Paperclip fait partie des facteurs déterminants pour doter la NASA de moyens humains et technologiques avancés.
La NASA reconnaît la contribution cruciale de l'équipe de mathématiciennes au vol de John Glenn. L'agence américaine y voit, en 2017, la trace de la diversité de ses équipes. La NASA comme Margot Lee Shetterly indiquent n'avoir jamais « caché » le travail de ces femmes, exposé depuis 1990.
Le personnage d'Al Harrison s'inspire de Bob Gilruth, mais n'a pas existé réellement ni exercé durant une aussi longue période de temps. Le personnage de Vivian Mitchell est fictif ; il vise à représenter l'attitude de dirigeantes blanches, à l'époque du film.
Le film enjolive à dessein certains faits ; par exemple, dans sa dernière partie, Katherine Johnson réalise des calculs sophistiqués en moins d'une heure, ce qui n'est pas compatible avec la réalité. La NASA considère que cette scène s'inspire librement des faits. L'ordinateur avait produit le même résultat, confirmé par le calcul humain.